# Побои в уголовном праве России
Побои в уголовном праве России — деяние, являющееся преступным согласно статье 116 и 1161 Уголовного кодекса РФ. Уголовная ответственность устанавливается за нанесение побоев или совершение иных насильственных действий, причиняющих физическую боль, но не причинивших вреда здоровью. Уголовно наказуемы побои, совершённые из хулиганских побуждений или по экстремистским мотивам, а также лицом, подвергнутым административному наказанию за аналогичное деяние (ст. 6.1.1 КоАП РФ), либо судимым за преступление, совершенное с применением насилия.

## История
Существенные изменения в защите прав потерпевших от побоев (статья 116 УК РФ) произошли в 2005 году, после постановления Конституционного Суда от 27 июня 2005 года № 7-П, в котором были признаны несоответствующими Конституции положения ряда прежних норм УПК РФ в той их части, в какой они не обязывали прокурора, следователя и дознавателя принимать заявление лица, пострадавшего от побоев, в том числе и совершенных из хулиганских побуждений. Председатель Конституционного суда так объяснял причины появления суровых новелл того времени:

Нормы УПК РФ, признанные неконституционными, приводили к фактической безнаказанности значительного количества хулиганов, членов организованных преступных групп и экстремистских формирований, которые побоями терроризируют свои жертвы, зная, что их действия не влекут адекватной реакции со стороны правоохранительных органов.— Зорькин Валерий Дмитриевич, книга «Конституция и права человека в XXI веке», стр. 125, 2008 год.
Однако, в 2016 году статья 116 УК РФ, вместе с рядом других статей, была частично декриминализирована, причем, по мнению доктора юридических наук Ивана Соловьева, чрезмерная строгость российского уголовного закона и послужила причиной возврата, по сути, к смягченной советской административной преюдиции.
В начальной редакции новый закон сохранил и даже усилил уголовную ответственность за побои в отношении членов семей и «близких лиц», в то время как побои прочих лиц, совершённые впервые, стали административным правонарушением. Уголовную ответственность влекли повторно совершенные побои в течение года после привлечения к ответственности за аналогичное правонарушение, либо побои, совершённые по хулиганским и экстремистским мотивам.
Такое положение вызвало протесты общественных организаций и Русской православной церкви, после чего в феврале 2017 года из 116 статьи Уголовного кодекса была исключена фраза «в отношении близких лиц». В результате, впервые совершённые побои любых лиц, стали наказываться одинаково — по статье 6.1.1 КоАП.
Оба закона вызвали в российском обществе неоднозначную реакцию. Одни высказывали мнение о трагических последствиях декриминализации побоев, так как домашнее насилие становится нормой. Другие (в том числе ОП РФ и МВД, а также общественные организации) утверждают, что эта мера позволила выявить больше преступлений без уголовного преследования, и тем самым позволила предотвратить более тяжелые преступления. Третьи заявляют, что телесные наказания — священное право родителей. Марина Писклакова-Паркер, директор организации «Анна Центр», которая помогает жертвам бытового насилия, сказала, что декриминализация оказалась «очень опасной для безопасности тысяч российских женщин». В декабре 2018 года Уполномоченный по правам человека Татьяна Москалькова назвала декриминализацию «ошибкой» и заявила, что для борьбы с насилием в семье необходимо новое законодательство. Через год после декриминализации домашних побоев специалисты начали отмечать, что эта статья закона не эффективна: минимальные штрафы не останавливают насилие.

## Состав преступления

### Объект преступления
Основным непосредственным объектом данного преступления является физическая, телесная неприкосновенность потерпевшего. Факультативным дополнительным объектом может выступать честь и достоинство потерпевшего.
Уголовные дела по факту нанесения побоев возбуждаются только по заявлению потерпевшего, так как производство по уголовным делам по факту совершения данного преступления осуществляется в порядке частного обвинения.

### Объективная сторона преступления
Объективная сторона состава, предусмотренного ст. 116 и 1161 УК РФ, в качестве основного признака предусматривает преступное деяние в форме действия, которое может быть выражено в двух формах:
- собственно нанесение побоев;
- совершение иных насильственных действий, причиняющих физическую боль.

Под побоями понимаются удары, наносимые руками, ногами или с использованием иных предметов.
В профессиональной среде и даже учебной литературе распространено мнение, что употребление в тексте Уголовного кодекса РФ слова «побои» во множественном числе указывает на многократный характер нанесения ударов (то есть не менее двух ударов). Судебная практика исходит из того, что «поскольку слово "побои" не может употребляться в единственном числе, поэтому нанесение одного удара можно признать как побои».
Иные действия, причиняющие физическую боль, могут носить различный характер. Наиболее часто встречаются такие действия, как щипание, царапание, дергание за волосы, сечение ремнём или иным подобным предметом, прижигание спичками, сигаретами или иными горячими предметами и т. д.
Состав преступления формальный, то есть для привлечения лица к уголовной ответственности за данное преступление не требуется установления наступления каких-либо негативных последствий для потерпевшего. Однако Уголовный кодекс РФ содержит указание на то, что побои не могут быть связаны с причинением хотя бы лёгкого вреда здоровью, то есть не могут вызывать кратковременного расстройства здоровью или даже незначительной стойкой утраты общей трудоспособности. На практике побоями признаются действия, не причинившие никаких телесных повреждений (в этом случае факт нанесения побоев устанавливается на основе свидетельских показаний или иных доказательств), либо причинившие незначительные телесные повреждения, такие как ссадины, синяки, кровоподтёки, царапины и т. д.
Деяние окончено с момента нанесения удара, либо совершения иных действий, направленных на причинение физической боли.

### Субъект преступления
Субъектом преступления, предусмотренного ст. 116 УК РФ, является физическое вменяемое лицо, достигшее 16-летнего возраста. Субъект преступления, предусмотренного ст. 1161 УК РФ, специальный: лицо, ранее подвергнутое административному наказанию за аналогичное деяние (ст. 6.1.1 КоАП РФ), либо судимое за преступление, совершенное с применением насилия.

### Субъективная сторона преступления
Субъективная сторона характеризуется прямым умыслом: виновное лицо желает нанести удары потерпевшему или причинить ему физическую боль иным образом и осознаёт общественную опасность таких действий. Ст. 116 УК РФ применяется при наличии специальных мотивов: хулиганского или экстремистского.

## Квалификация и отграничение от других составов преступлений
Побои необходимо отграничивать от истязания (ст. 117 УК РФ) и умышленного причинения различной степени тяжести вреда здоровью (ст. 111, 112, 115 УК РФ).

## Санкция
Санкция ст. 116 УК РФ носит альтернативный характер и предусматривает назначение следующих наказаний: обязательные работы на срок до трехсот шестидесяти часов, либо исправительные работы на срок до одного года, либо ограничение свободы на срок до двух лет, либо принудительные работы на срок до двух лет, либо арест на срок до шести месяцев, либо лишение свободы на срок до двух лет.